# District d'Ussel

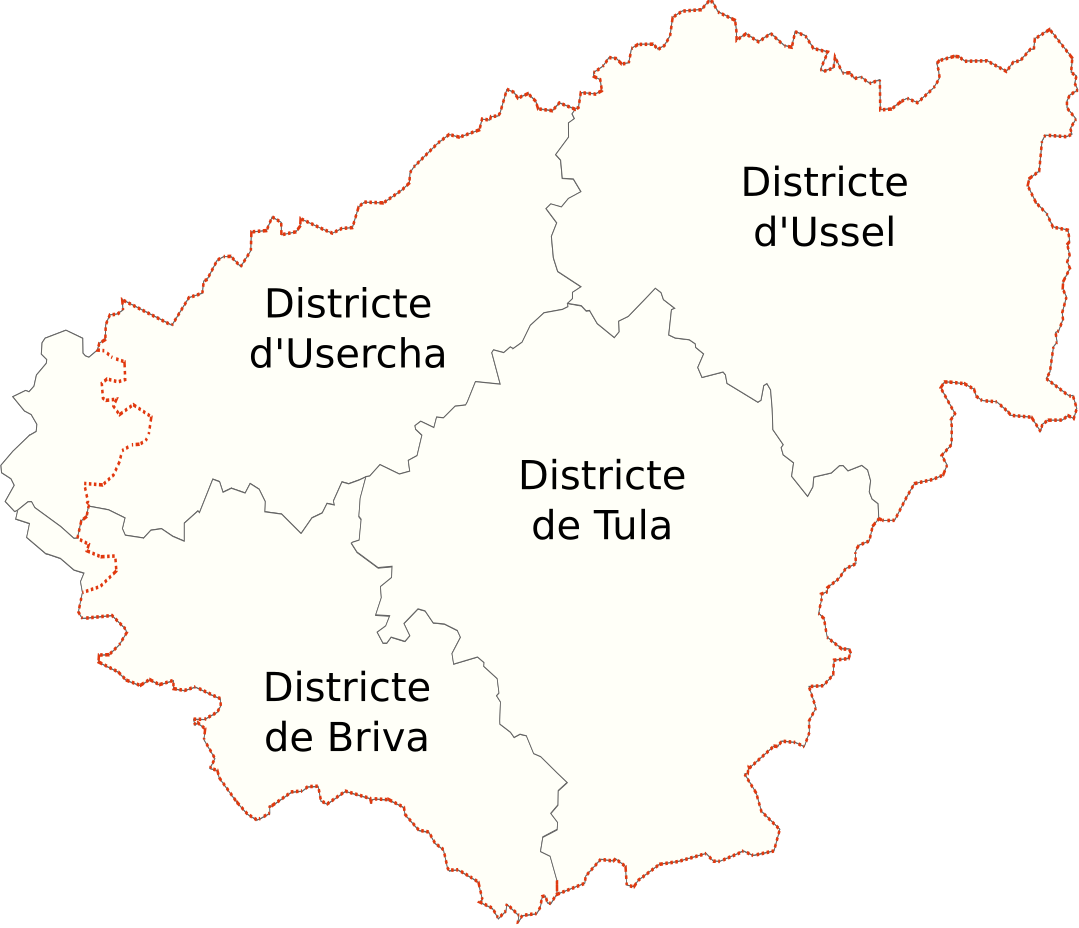
Les districts de la Corrèze en 1790. En rouge, les limites de la Corrèze depuis 1793

Le district d'Ussel est une ancienne division territoriale française du département de la Corrèze de 1790 à 1795.
Il était composé des cantons de Ussel, Bort, Bugeat, Eygurande, Meymac, Neuvic, Saint-Angel et Sornac.